# Богомил (село)
Вижте пояснителната страница за други значения на Богомил.
Богомил е село в Южна България. То се намира в община Харманли, област Хасково.

## География
Село Богомил е разположено в подножието на Сакар планина и се радва на мек климат.
Поминък осигуряват лозовите масиви и бадемовите градини. През 2007 – 2008 година бадемовите градини се изкорениха и на тяхно място се правят лозови масиви.

## История
Старото име на селото е Текето, има връх на това име в Сакар планина непосредствено над селото.
Село Богомил е в българските предели от 1885 г. след Съединението на Княжество България с Източна Румелия. Старото име на селото е Текето, а новото получава през 1906 г., когато с указ 462 от 21 декември същата година е преименувано.
Селото е разположено в запад-югозападните склонове на Сакар планина и лежи до самия път, свързващ Харманли с Тополовград. Вероятно старото си име е получило от изграденото през 1541 г. тюрбе на Хазър баба. Според оскъдните данни, с които се разполага, текето е построено от самия Хазър баба, който по-късно бил погребан в него. Смята се, че той е живял или в село Българин или на мястото на селото Богомил, и е владеел голяма част от земите и селата наоколо.
Нямаме данни за възникването на селото. Може да се предполага, че е възникнало около имението на Хазър баба, и след изтеглянето на турците по време на Руско-турската война се е развило като отделно селище от настанилите се тук българи.

## Религии
- Православно християнство.

## Обществени институции
- Кметството на Богомил е в съседното село Коларово.

## Културни и природни забележителности
- Турска гробница (тюрбе), превърната в християнска църква. Строена през 15 век със строителни материали от римско време, тя има мраморни колони на входа.
- Местното предание разказва, че от връх Теке Крали Марко е хвърлил голям камък, забил се до с. Овчарово. Камъкът днес е природна забележителност, известна под името „Чучул камък“. Обозначен е като „МЕНХИР“ и е туристическа дестинация.

Най-забележителният паметник в землището на селото е текето, запазено, макар и в недобро състояние. Интересно е, че след Освобождението текето е превърнато в християнски храм, като преддверието му е затворено и превърнато в апсида, а един от ажурните прозорци е бил превърнат във врата. По стените и днес личат още стенописи на украса и кръстове. След като текето е върнато към предишното му състояние, църковните книги и утвар били прибрани от местните хора и не могат да бъдат открити. През 1959 г. на текето е върнато старото предназначение и са поправени внесените конструктивни изменения. Интересно е, че в градежа на сградата са използвани както камъни, така и тухли, които приличат на тези от античността – дебели са около 4 – 5 см, и в градежа са свързвани с дебел пласт бял хоросан. Много е възможно или на самото място или някъде близо да е имало античен градеж. Това е твърде възможно, като се има предвид, че наблизо, през м. Гюрджика, е минавал античен път. В землището на селището живот е имало още от тракийската епоха – на височината Теке баир (Текелията), между Богомил и Овчарово, е имало късноантични крепости и селища от ранножелязната епоха (XII-VI век пр.н.е.), тракийската и римската епохи. Там е открита и гръцка червенофигурна керамика, което подсказва за интензивни търговски отношения с древните гръцки градове по Егейския бряг. Много интересни са и непроучените данни за съществуването на каменен кръг от забити камъни на баира Юрени, между Богомил и Овчарово, което също говори за един много дълъг поселищен живот тук. За фолклорната култура на Село Богомил също се знае малко. Интересен фактът, че селото е участвало в правенето през есента на курбан на Курбан мост, край новата винарна. В случаи на засушаване хората са излизали в м. Кекебаир, за да правят молебен за дъжд, а в празнични дни се събирали на Хорището, където ставали празничните хора. Срещу тях, на полегатия склон, имало големи брястове, край които се събирали хората.